# Aegoschema migueli
Aegoschema migueli là một loài bọ cánh cứng trong họ Cerambycidae.